# Mi reflejo
Mi reflejo è il secondo album della cantante pop statunitense Christina Aguilera, il primo cantato interamente in lingua spagnola.
L'album è stato pubblicato il 12 settembre 2000 e include cinque brani in versione spagnola tratti dal suo album di debutto Christina Aguilera, con l'aggiunta di sei brani inediti. Al momento della registrazione in studio dei vari brani, la cantante non conosceva perfettamente lo spagnolo e ha superato l'ostacolo avvalendosi dell'ausilio della fonetica. Questo disco non è stato pubblicato in Italia.
L'album ha venduto 600 000 copie negli Stati Uniti e 300 000 copie a Panama, rimanendo nelle classifiche per 20 settimane. Ha inoltre vinto il Latin Grammy come miglior album vocale femminile.
È stato promosso dai singoli Falsas esperanzas e Pero me acuerdo de tì.

## Tracce
CD (RCA 74321 86575 2 (BMG) / EAN 0743218657528)
1. Genio atrapado – 3:38 (Steve Kipner, David Frank, Pam Sheyne, Rudy Pérez)
2. Falsas esperanzas – 2:57 (Jorge Luis Piloto)
3. El beso del final – 4:42 (Tom Snow, Franne Golde, Rudy Pérez)
4. Pero me acuerdo de tí – 4:26 (Rudy Pérez)
5. Ven conmigo (solamente tú) – 3:01 (Johan Åberg, Paul Rein, Rudy Pérez)
6. Si no te hubiera conocido (feat. Luis Fonsi) – 4:50 (Rudy Pérez)
7. Contigo en la distancia – 3:44 (César Portillo de la Luz)
8. Cuando no es contigo – 4:10 (Manuel López Quiroga, Rudy Pérez)
9. Por siempre tu – 4:05 (Diane Warren, Rudy Pérez)
10. Una mujer – 3:14 (Shelly Peiken, Guy Roche, Rudy Pérez)
11. Mi reflejo – 3:38 (Matthew Wilder, David Zippel, Rudy Pérez)

Durata totale: 42:25
Edizione speciale
1. Falsas esperanzas (Dance Radio Mix) – 3:26
2. Falsas esperanzas (Tropical Mix) – 3:10
3. Pero me acuerdo de ti (Remix) – 3:41
4. Ven conmigo (solamente tú) (Karaoke Version) – 3:10

## Classifiche
| Classifica (2000) | Posizione raggiunta |
| ----------------- | ------------------- |
| Stati Uniti       | 27                  |
| Svizzera          | 54                  |